# Цыбасов, Михаил Петрович
Михаил Петрович Цыбасов (1904—1967) — советский художник, «мастер-исследователь» школы Филонова.

## Биография
Михаил Петрович Цыбасов родился 18 ноября 1904 г. в г. Великий Устюг, Вологодской губернии в Российской империи.
Первые художественные навыки будущий художник получил в Изостудии Пролеткульта, а также на ювелирной фабрике «Северная чернь», где работал его отец Цыбасов Пëтр Павлович (племянник Великоустюгского купца Цыбасова Николая Петровича, чьи потомки, по линии Пятлиных, до сих пор проживают в Великом Устюге). Первыми учителями Михаила Петровича были Е.А.Шильниковский (ученик гравера В.В.Матэ), возродивший на Севере искусство северной черни, и А.А.Борисов (ученик А.И.Куинджи). В 1924 г. М.Цыбасов приехал в Ленинград и поступил в Художественно-промышленный техникум в Ленинграде, где учился у П.А. Мансурова и Н.Н. Дормидонтова. А уже в 1926 году Цыбасов был включён в объединение «Мастера аналитического искусства», известное как «Школа Филонова», базировавшаяся в Ленинграде. На протяжении всей своей учёбы Цыбасов был предан Филонову и следовал его принципами. Ученик отличался дисциплиной, работоспособностью и не признавал никакую школу искусств, кроме этой.
В 1928 году Цыбасов начал работать над картиной «Обоз на Северной Двине». В ней он показал все свои навыки аналитического искусства, которые он получил в Школе Филонова. Историей создания картины была жизнь людей в одной из северных деревень во время гражданской войны. Эта картина принесла художнику большую известность. Картину можно было увидеть на различных выставках, таких как: «Современные ленинградские художественные группировки» (1929 г., Ленинград) и «Художники РСФСР за 15 лет» (1932 г., Ленинград, Русский музей). В 1929 году Цыбасов был отправлен в Карелию на Кондопожскую ГЭС. В результате этой поездки им было создано две картины «Кондостроя». Их можно было увидеть в 1934 году в городе Петрозаводске на выставке ленинградских художников.

### Калевала
В 1929 году в Государственном Русском музее должна была открыться выставка Павла Филонова, но этого не произошло из-за критики официальных властей. Тогда Цыбасов выступил с защитой своего учителя со статьёй в ленинградской «Красной газете». В 1931 г. издательство «Academia» решило выпустить книгу финского эпоса «Калевала». Оформить эпос поручили Филонову, но он отказался и в замен своей кандидатуры предложил своих учеников. В результате оформлением книги занимались тринадцать его учеников. Учитель контролировал весь процесс, и на выходе получилось восемь больших работ. Несмотря на большую критику, издание «Калевалы» стало вершиной графического искусства филоновской школы. В 1935 году Цыбасов был осуждён за формализм и исключён из Союза художников. После изгнания Михаил Петрович пробовал себя в роли художника-постановщика на киностудии «Ленфильм», где принял участие в известных кинолентах, таких как: «За Советскую Родину» (1937 г., совместно с П. Я. Зальцманом), «Его зовут Сухэ-Батор» (1942 г.), «Музыкальная история» (1940 г.) и других.

### Участие в Великой Отечественной войне
Во время Великой Отечественной войны, Цыбасов работал в Монголии на съёмках картины «Его зовут Сухэ-Батор». Цыбасов в кратчайшие сроки был возвращён в Среднюю Азию, откуда и начал свой фронтовой путь. Цыбасов служил в РККА в звании лейтенанта и командовал миномётным взводом 1105 стрелкового полка. За свою службу он был отмечен многочисленными наградами, такими как Орден Красной Звезды, Медаль «За освобождение Варшавы», Медаль «За взятие Берлина», Медаль «За победу над Германией в Великой Отечественной войне 1941–1945 гг.». Также Цыбасову довелось освобождать узников лагерей. Победу же он встретил в Берлине.

### Последние годы жизни художника
Последние годы жизни художник провёл в Ленинградской киностудии. 1966 году, за год до своей смерти, Цыбасов создал серию портретов Павла Николаевича Филонова. Этим поступком, он отдал дань памяти и уважения своему учителю. В 1967 г. после смерти художника около восьмидесяти живописных произведений Цыбасова было передано Музею изобразительных искусств Республики Карелия его вдовой Н. А. Цыбасовой.